# Heinrich Bernhard
Heinrich Bernhard  (ur. 1847 r. w Radkowie, zm. 1902 r. w Berlinie) – niemiecki malarz szkła i porcelany. Studiował na uczelniach plastycznych w Dreźnie i Stuttgarcie. Od 1876 roku pracował przez kilka lat w warsztacie Franza Xavera Zettlera w Monachium. Od 1887 roku był dyrektorem Instytutu Zdobnictwa Szkła w Berlinie.